# Landtagswahlkreis Bielefeld III
Der Landtagswahlkreis Bielefeld III (Wahlkreis 107) war ein Wahlkreis für die Landtagswahlen in Nordrhein-Westfalen. Er umfasste den Süden der kreisfreien Stadt Bielefeld mit den Stadtbezirken Brackwede, Gadderbaum, Senne und Sennestadt. Der Wahlkreis wurde zur Landtagswahl 1980 in dieser Form neu eingerichtet. Zur Landtagswahl 2005 wurde der Wahlkreis wieder aufgelöst. Der Stadtbezirk Gadderbaum gehört seitdem zum Landtagswahlkreis Bielefeld I, während Brackwede, Senne und Sennestadt heute zum Landtagswahlkreis Bielefeld II gehören.
Bei allen fünf Landtagswahlen zwischen 1980 und 2000 wurde Bernd Brunemeier (SPD) direkt gewählt.

## Wahlkreissieger
| Wahl | Wahlkreissieger        |
| ---- | ---------------------- |
| 1980 | Bernd Brunemeier (SPD) |
| 1985 | Bernd Brunemeier (SPD) |
| 1990 | Bernd Brunemeier (SPD) |
| 1995 | Bernd Brunemeier (SPD) |
| 2000 | Bernd Brunemeier (SPD) |